# Arignac
Arignac település Franciaországban, Ariège megyében. Lakosainak száma 722 fő (2022. január 1.). Arignac Bédeilhac-et-Aynat, Bompas, Mercus-Garrabet, Montoulieu, Surba és Tarascon-sur-Ariège községekkel határos.

## Népesség
A település népességének változása:
| Lakosok száma | 502  | 683  | 626  | 680  | 732  | 717  | 707  | 692  | 702  | 722  |
|               | 1968 | 1982 | 1990 | 2006 | 2013 | 2015 | 2017 | 2019 | 2020 | 2022 |